# Diadocidia queenslandensis
Diadocidia queenslandensis är en tvåvingeart som beskrevs av Jaschhof 2007. Diadocidia queenslandensis ingår i släktet Diadocidia och familjen slemrörsmyggor. Inga underarter finns listade i Catalogue of Life.